# Рамсен (Њујорк)
Рамсен (енгл. Remsen) град је у америчкој савезној држави Њујорк.

## Демографија
По попису из 2010. године број становника је 508, што је 23 (-4,3%) становника мање него 2000. године.
| Група             | 2000.       | 2010.       |
| Белци             | 515 (97,0%) | 495 (97,4%) |
| Афроамериканци    | 4 (0,8%)    | 3 (0,6%)    |
| Азијати           | 4 (0,8%)    | 1 (0,2%)    |
| Хиспаноамериканци | 1 (0,2%)    | 3 (0,6%)    |
| Укупно            | 531         | 508         |